# Yuya Iwadate
Yuya Iwadate (岩舘 侑哉 Iwadate Yuya?, nacido el 25 de mayo de 1985 en Tokio) es un exfutbolista japonés. Jugaba de delantero y su último club fue el Army United FC.

## Trayectoria

### Clubes
| Club              | País      | Año         |
| ----------------- | --------- | ----------- |
| Mito HollyHock    | Japón     | 2004 - 2007 |
| Kamatamare Sanuki | Japón     | 2008 - 2009 |
| TTM FC            | Tailandia | 2010        |
| Army United FC    | Tailandia | 2010        |